# Tandi Wright
Tandi Wright (Lusaka, 4 de mayo de 1970) es una actriz neozelandesa de cine y televisión. Su primer papel importante fue como la enfermera Caroline Buxton en la serie Shortland Street; aunque es más conocida por sus papeles de Fenn Pennington en Seven Periods with Mr. Gormsby y Catherine Duvall en Nothing Trivial.

## Biografía
Tandi Wright nació el 4 de mayo de 1970 en Zambia, aunque se crio toda su vida en Wellington, Nueva Zelanda. Estudió en Wellington High School y Victoria University of Wellington. Sus padres son Vernon Wright (periodista) y Dinah Priestley (escritora/actriz). Tras su separación, su padre se fue a vivir a Zambia, mientras su madre siguió viviendo en Nueva Zelanda.
Wright tiene dos hermanas, Nicky y Justine Wright, mientras tiene dos hermanastras por parte de padre, Stephanie y Victoria.
Algunos papeles que ha interpretado en televisión son Power Rangers S.P.D., Crash Palace, Out of the Blue, ⁣ Seven Periods with Mr Gormsby, The Lost Children, Black Sheep y Legend of the Seeker.
En 2010, ella interpretó a Callie Ross en This Is Not My Life. Su otro mayor papel fue entre 2011 y 2014, como la Doctora Catherine Duvall en Nothing Trivial. En 2015, Wright actuó en la serie The Returned, donde interpretó a Claire Winship.

## Filmografía

### Televisión
| Year      | Title                            | Role               | Notes                                  |
| --------- | -------------------------------- | ------------------ | -------------------------------------- |
| 1996      | The Enid Blyton Adventure Series | Ingrid             | "Ship of Adventure" (T01E06)           |
| 1996–1999 | Shortland Street                 | Caroline Buxton    | Papel principal                        |
| 2000      | Street Legal                     | Angela Watson      | Papel recurrente                       |
| 2000      | Xena: Warrior Princess           | Sarah / Sonata     | "Who's Gurkhan?" (S06E04)              |
| 2001      | Crash Palace                     | Penny Watts        | Papel recurrente                       |
| 2001–2002 | Being Eve                        | Alannah Lush       | Papel recurrente                       |
| 2003      | Willy Nilly                      | Joy                | Papel principal                        |
| 2004      | Serial Killers                   | Sally              | Papel principal                        |
| 2005      | Power Rangers S.P.D.             | Isinia Cruger      | Papel recurrente                       |
| 2005–2008 | Seven Periods with Mr Gormsby    | Fenn Partington    | Papel principal                        |
| 2006      | The Lost Children                | Charlotte Melville | Papel principal                        |
| 2006      | Maddigan's Quest                 | Madre de Timon     | "Hillfolk" (S01E02)                    |
| 2009      | Legend of the Seeker             | Mord'Sith Alina    | "Mirror" (S01E18) "Reckoning" (S01E22) |
| 2010      | Legend of the Seeker             | Alina              | "Unbroken" (S02E21)                    |
| 2010      | Outrageous Fortune               | Mandy              | "Let The Door Be Lock'd" (S06E12)      |
| 2010      | This Is Not My Life              | Callie Ross        | Papel principal                        |
| 2011–2014 | Nothing Trivial                  | Catherine Duvall   | Papel principal                        |
| 2015      | The Returned                     | Claire Winship     | Papel principal                        |
| 2015      | 800 Words                        | Laura Turner       | Papel recurrente                       |

### Película
| Año  | Título                   | Personaje         | Notas                          |
| ---- | ------------------------ | ----------------- | ------------------------------ |
| 1984 | Iris                     |                   | Basada en una historia real    |
| 1992 | Absent Without Leave     | prometida de Tom  | Drama/Romance/Guerra           |
| 1996 | Permanent Wave           |                   | Comedia / Drama – cortometraje |
| 2002 | This Is Not a Love Story |                   | Comedia / Drama                |
| 2003 | Sylvia                   |                   | Película biográfica            |
| 2004 | Raising Waylon           | Tina Stanfil      | Comedia romántica              |
| 2004 | Not Only But Always      | Julie Andrews     | Documental biográfico          |
| 2006 | Black Sheep              | Doctora Rush      | Comedia / Horror               |
| 2006 | Out of the Blue          | Julie-Anne Bryson | Crimen / Drama                 |
| 2009 | Piece of My Heart        | Chloe Morton      | Basada en una historia real    |
| 2012 | Kiwi Flyer               | Karen             | Familiar / Comedia             |
| 2013 | Jack the Giant Slayer    | Reina             | Aventura / Fantasía            |